# Bathyergus suillus
Bathyergus suillus là một loài động vật có vú trong họ Bathyergidae, bộ Gặm nhấm. Loài này được Schreber mô tả năm 1782.

## Hình ảnh

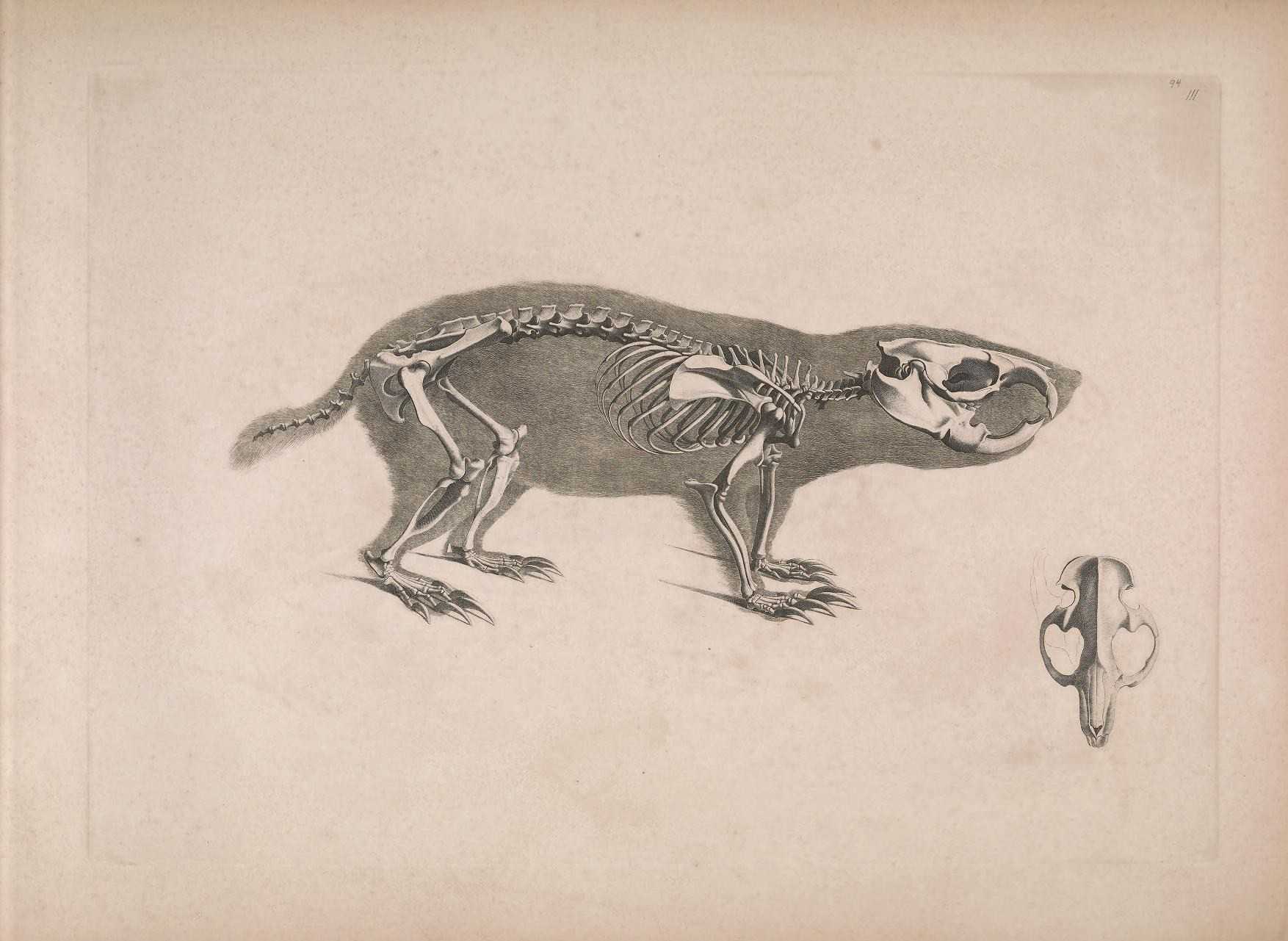
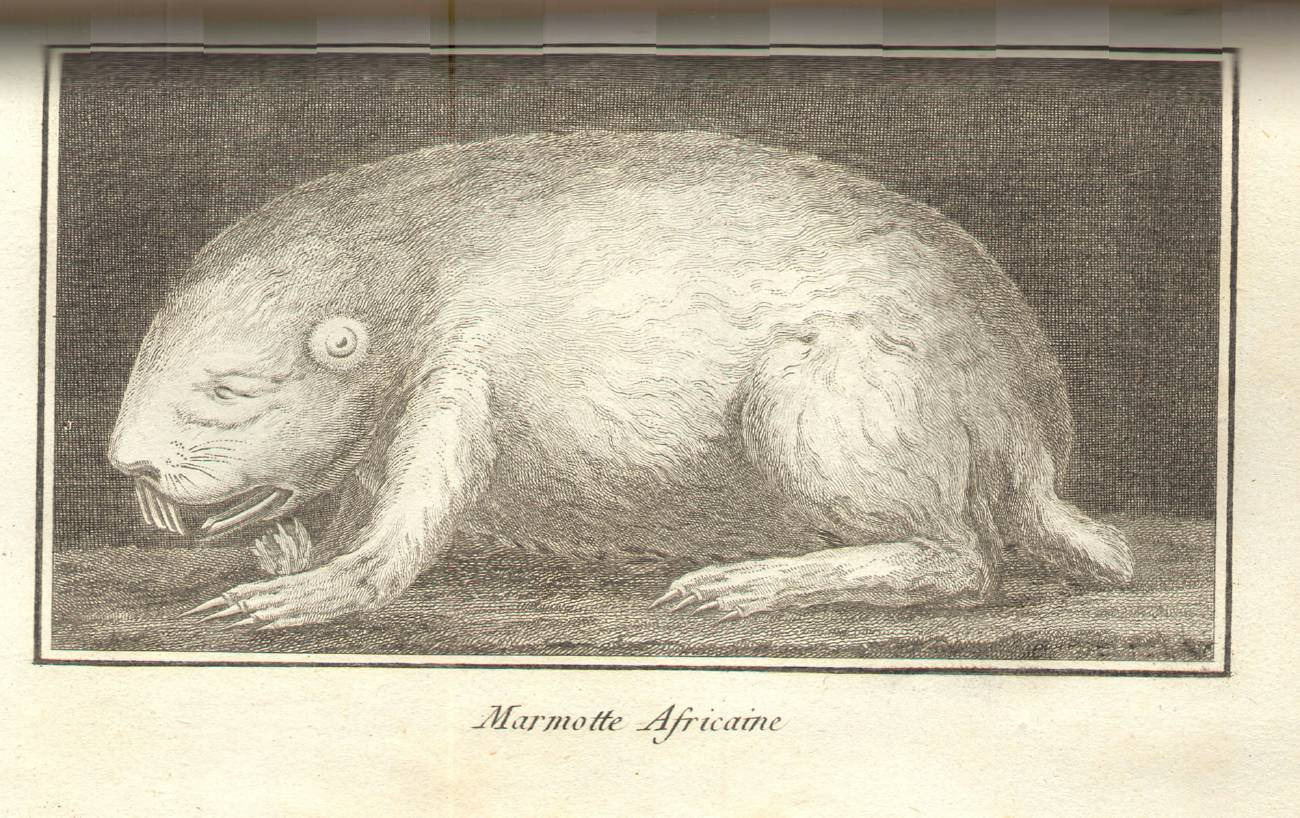
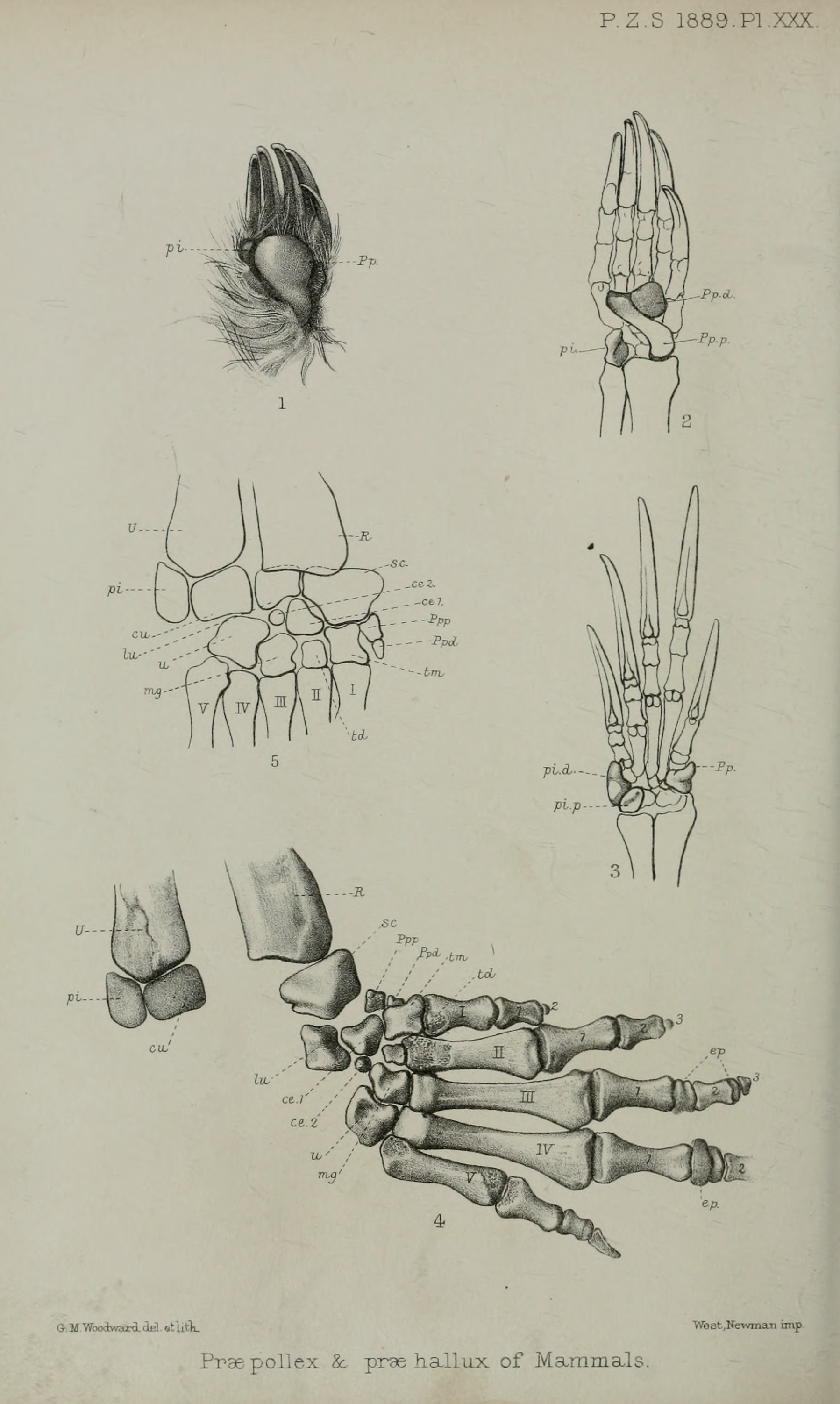